# 1er bataillon de Popincourt
Le 1er bataillon de volontaires de Popincourt, était une unité militaire de l’armée française créée sous la Révolution française. Il fut également appelé plus simplement bataillon de Popincourt.

## Création et différentes dénominations
Le 1er bataillon de Popincourt, est formé à Château-Thierry le 20 septembre 1792 à 8 compagnies, avec :
- 4 compagnies de la section de Popincourt
- 1 compagnie de la section de la Fidélité
- 1 compagnie de la section de Beaurepaire
- 1 compagnie de volontaires du district de Bourg de l'Égalité
- 1 compagnie de canonniers de la section de Popincourt,

## Commandants
- Joseph Deckeur
- Jean Nicolas Lecoq

## Historique des garnisons, combats et batailles

### 1792
Le 1er bataillon de Popincourt, formé provisoirement le 10 septembre 1792, se mit en route le lendemain et fut définitivement constitué à Château-Thierry le 20 septembre.
« L'an mil sept cent quatre-vingt-douze, le cinq septembre de l'an quatrième de la Liberté, et le premier de l'Égalité, une compagnie du bataillon des volontaires de Popincourt enrôlés pour les frontières s'est assemblée au nombre de soixante et onze présents dans une cour de l'ancienne caserne de la troupe du centre, rue de Popincourt, pour procéder à la nomination de ses officiers et sous-officiers. L'assemblée de la section de Popincourt a nommé pour assister à ladite nomination M. Cosange, commissaire, d'après les ordres reçus du conseil général de la commune. M. le commissaire a consulté les volontaires s'ils nommeraient au scrutin ou par acclamation leurs officiers et sous-officiers. Les volontaires ont décidé qu'ils nommeraient leurs officiers et sous-officiers par acclamation. M. le commissaire a consulté les volontaires sur le choix de leur capitaine; les volontaires ont nommé à la grande majorité et par acclamation M. Joseph Deckeur, âgé de 44 ans, pour leur capitaine. On a procédé ensuite à la nomination d'un lieutenant et sous-lieutenant; les volontaires assemblés ont nommé pour leur lieutenant M. Pierre Clovis François, âgé de 38 ans, et pour sous-lieutenant M. Bernabé Damour, âgé de 42 ans.
On a procédé ensuite à la nomination de quatre sergents. Les volontaires assemblés ont nommé pour leurs quatre sergents de ladite compagnie, M. Jean-Nicolas Lecoq, M. Louis-Joseph Duquaine, âgé de 31 ans; Jacques Langrand, âgé de 35 ans
Les volontaires ont procédé ensuite à la nomination de huit caporaux. Les volontaires ont nommé pour leurs caporaux MM. Boulard, Quatrelivres, Pernot, Léger, Crelé, Prévost, jardinier, Guérard, Morel. Tous les officiers ont remercié l'assemblée, et les volontaires ont prêté le serment d'être fidèles à la Nation, et d'obéir aux ordres de leurs officiers, que M. le commissaire venait de proclamer au nom de la loi. 
Deckeur, capitaine; François, lieutenant; Lecoq, sergent-major; Langrand, sergent; Gosange, officier municipal ».
Après sa constitution le 1er bataillon de Popincourt, fort de 640 hommes, fut envoyé former le camp de L'Épine, près de Châlons-en-Champagne, avec le 3e bataillon de Seine-et-Marne, le 2e du Gard et le 4e de la Seine-Inférieure, sous les ordres du maréchal de camp Saint-Jean Pointis. Il y était encore le 12 octobre.
Beurnonville avait été appelé à remplacer Kellermann au commandement de l'armée de la Moselle. Custine devenu général en chef des deux armées combinées du Rhin et de la Moselle décida que les troupes de Beurnonville établiraient une communication entre elles et les avant-postes de Custine à Kreutznach, et marcheraient ensuite sur Trèves et de là sur Trarbach, où s'effectuerait la jonction des deux armées.
Les troupes de l'armée de la Moselle n'étaient pas en état de faire campagne car elles manquaient de chevaux d'artillerie, de chaussures, de vêtements et d'effets d'équipement; ce qu'on lui envoyait de Paris était défectueux ou de tailles qui ne pouvaient servir; les chevaux d'artillerie furent arrêtés en route et dirigés sur un autre point. Beurnonville, qui, de plus, prévoyait un échec, présentait des objections et hésitait à mettre son armée en marche. Mais de Paris comme de Mayence, quartier général de Custine, on lui prescrivit de marcher, et il rassembla ses troupes répandues, dans des cantonnements, de Saint-Dizier jusqu'aux bords de la Sarre. 
Le 1er bataillon de Popincourt fit partie de la 1re ligne, sous le commandement du général Ligniville. 
L'armée de la Moselle arriva le 4 décembre à Ruwer, à deux lieues de Trèves, après avoir refoulé devant elle les avant-postes autrichiens. Le 6 décembre, une vive canonnade fut engagée contre la Montagne Verte, mais la position étant jugée imprenable, le général en chef changea d'objectif et décida de s'emparer de Pellingen, dont la possession lui permettrait d'occuper aisément Consarbruck et la Chartreuse, et rendrait Trêves indivis entre les deux armées opposées. Le temps était épouvantable : « Il tombe en ce moment beaucoup de neige. Il y a eu quelquefois 6 à 8 pieds. » Néanmoins, Pellingen fut attaqué le 12 décembre; mais, l'armée autrichienne ayant déployé des forces imposantes, la retraite fut décidée. Le général Beurnonville cita avec éloges dans son rapport le 1er bataillon de Popincourt :

#### Bataille de Pellingen
« Au quartier général, à Zerf, le 13 décembre 1792, l'an Ier de la République. 
Le général Beurnonville au Ministre de la Guerre.
Je vous ai annoncé, Citoyen Ministre, mes nouvelles dispositions provoquées par le temps et les circonstances. J'occupe maintenant les villes de Merzig, de Freudenburg et de Sarrebourg, qui sont au pouvoir des armées de la République. Je fais travailler au château de cette dernière; je fais porter le corps d'entre Sarre et Moselle en avant, et j'ai placé des garnisons dans toutes ces villes, et particulièrement à Sarrebourg, la plus importante par son château et ses forts.
L'ennemi, qui regrette cette prise, est venu pour l'attaquer en force avant-hier; mais le général Pully l'a repoussé avec vigueur. L'ennemi s'est replié avec perte; nous n'avons eu que quelques blessés. Les gendarmes qui ont chargé contre les dragons de Toscane, leur ont fait un seul prisonnier.
J'avais projeté hier une double attaque, l'une sur Consarbruck et l'autre sur Pellingen. Elles ont eu lieu toutes deux, mais la première a été prévenue, et nous n'avons pu que conserver l'avantage du terrain.
 Les ennemis se sont portés de très bonne heure sur le village de Biebelhausen, où était le seul 4e bataillon de la Meurthe, fort de 300 hommes seulement. Ce bataillon intrépide, commandé par le septuagénaire lieutenant-colonel Poincaré, plein d'ardeur et d'intelligence, s'est emparé de la hauteur. Il a arrêté un corps de 1 600 hommes, dont 400 de cavalerie, par un feu roulant donnant ainsi le temps au général Pully d'arriver avec des forces. L'ennemi s'est triplé en moins de trois heures. Le général Pully avait égales forces, le combat a été très vif, et l'ennemi mis en déroute. La compagnie franche de Saint-Maurice l'a suivi jusque dans ses batteries et retranchements; l'ennemi parait avoir beaucoup souffert. Nous n'avons eu qu'un volontaire de tué, quatre à cinq blessés, et un officier.Le commandant de la gendarmerie a eu son cheval tué sous lui. 
 Le 4e bataillon de la Meurthe a fait des prodiges. Le 6e et celui de Popincourt, celui de Rhône-et-Loire se sont distingués, ainsi que le 96e régiment d'infanterie. Toutes nos troupes en général ont parfaitement donné; enfin nous avons avancé d'une lieue, et nous ne sommes plus qu'à deux de Consarbruck.
J'ai attaqué vers les onze heures la montagne de Pellingen. Dans une heure, le village a été battu, évacué et à nous; mais je n'ai pas jugé à propos de l'occuper. 
Il est dominé par toutes les batteries des hauteurs qui le couvrent; ces hauteurs présentent un triple étage de batteries inaccessibles par les coupures et abattis. J'ai démonté les premiers rangs; j'ai l'ait avancer des troupes pour savoir si je pouvais monter à l'assaut à la baïonnette; dans un instant ces hauteurs se sont trouvées couronnées par les forces de Luxembourg et de Trêves réunies; j'ai éprouvé ce que j'ai éprouvé à la Montagne Verte; cependant, Citoyen Ministre, à forces égales, je parierais l'emporter à la baïonnette, mais il faut compter sur un sacrifice de 3 000 hommes pour arriver, et je vous avoue que cette position, tout importante qu'elle est en ce qu'elle force l'ennemi à la retraite, ne mérite pas ce sacrifice. L'ennemi se retirerait sur les hauteurs de Sainte-Marguerite qui dominent Trêves, et Trêves resterait indivis, c'est-à-dire que nous nous trouverions dans la position de 1735, après la bataille de Clausen.
J'ai pensé, Citoyen Ministre, que nous pouvions espérer sur un succès plus important et à moindre perte par la conquête de tout le pays d'entre Sarre et Moselle; par la prise de Consarbruck, nous serions à portée de nous diriger sur Grevenmacher, et, si Valence marche sur Luxembourg, de resserrer ce pays à le faire tomber; car, tant qu'il existera nos frontières seront exposées et c'est le cas de rapprocher Custine de nous. Jamais il ne conservera Mayence, ou du moins cette conquête est inutile; elle éloigne des forces plus nécessaires à la sécurité de nos frontières, et (illisible) au débouché de l'(illisible) que nous ne voulons pas conquérir.
Le général d'armée de la Moselle, P. Beurnonville. 
P.S. — A l'instant le général Pully me mande qu'il a été attaqué par la gauche du côté de Kavel, sans doute par des troupes de Grevenmacher ; qu'il a fait deux prisonniers, tué un peu de monde à l'ennemi qui s'est vivement replié. Je lui envoie une brigade de grenadiers par le pont que j'ai établi sur la Sarre pour communiquer de mon camp avec Sarrebourg; je lui fais passer 400 chevaux, deux obusiers et deux pièces de huit, avec les généraux Delaage et Landremont. Ils doivent attaquer Consarbruck en force, pendant que j'attaquerai de nouveau Pellingen ; ce sera pour demain ou après au plus tard.
Observez, Citoyen Ministre, que nous nous battons sur quatre pieds de neige, par un temps du diable et nu-pieds. 
Mon rhume va mieux; la fièvre a disparu.
Le général d'armée de la Moselle, Beurnonville ».
Nouveau combat, le 14 décembre, à Merzig, où la colonne à laquelle appartenait le bataillon avait échoué, et le général Beurnonville écrivait au Ministre de la Guerre le 15 décembre :

#### Combat de Merzig
« Au quartier général, à Zerf, le 15 décembre 1792, l'an Ier de la République. 
Le général Beurnonville au Ministre de la Guerre.
Par une lettre d'hier, Citoyen Ministre, vous avez dû voir que j'avais à débusquer l'ennemi des hauteurs de Wawern avant de pouvoir marcher sur Consarbruck. Ce premier objet est rempli d'aujourd'hui avec succès, et il ne me reste plus qu'à vous faire l'éloge des généraux et des braves troupes qui ont si bien rempli cette mission.
 Le général Delaage, si connu à la première prise de Courtrai, qui commandait les grenadiers à l'affaire du 20 septembre et qui commande aujourd'hui le corps d'entre Sarre et Moselle, l'avait disposé sur trois colonnes. 
La première composée d'une brigade de grenadiers et à ses ordres, devait se diriger par Biebelhausen sur Wawern, et, comme elle devait monter à l'assaut à la baïonnette, elle avait pris le chemin où l'artillerie ne peut passer.
La seconde, commandée par les généraux Pully et Landremont, était composée d'infanterie et de cavalerie et devait se former en bataille sur la hauteur à gauche d'OEill, ayant Wawern en front; elle avait toute l'artillerie avec elle. 
La troisième, aux ordres du général Humbert, devait surveiller les renforts qui pouvaient venir de Grevenmacher, appuyer les deux premières colonnes au besoin ou couper la retraite aux ennemis sur Grevenmacher.
Les hauteurs de Wawern sont très élevées, elles masquent la gorge du confluent ; l'ennemi y était en force retranchée et avec de l'artillerie, et vous jugerez de la difficulté de cette attaque. Citoyen Ministre, quand vous observerez que cette montagne était couverte de trois pieds de neige et qu'il a fallu une heure à nos braves grenadiers pour arriver sur la hauteur. Mais vous jugerez de leur intrépidité quand je vous apprendrai qu'ils y sont montés au pas de charge, aux cris de : « Vive la Nation! Vive la République! » L'ennemi a longtemps canonné et tiré, mais, effrayé de cet élan extraordinaire, il a tellement pris la fuite que nos grenadiers ont eu le temps de s'emparer d'une pièce de canon de 7 avec son caisson.
C'est le brave lieutenant-colonel Laubadère et le bataillon qu'il commandait qui s'en est saisi le premier. On doit des éloges à tous deux. Le général général Delaage fait surtout celui de la bravoure et de la précision des mouvements du citoyen des Perrières, colonel du 49e régiment, qui tournait la montagne dans un sens opposé ; il se loue singulièrement de la valeur de cette intrépide brigade. 
La seconde colonne, commandée par les généraux Pully et Landremont a trouvé la cavalerie ennemie occupant la hauteur dont elle devait s'emparer, elle l'en a débusquée et tellement mise en déroute que nos compagnies franches et nos dragons l'ont suivie jusque dans les autres batteries ennemies; on a tiré dessus, mais les généraux ont fait mettre sur le champ l'artillerie sur les hauteurs qui les dominent; on les a démontées et dans un instant ces retranchements ont été balayés. Nos troupes avaient déjà dépassé les abattis et doublé la montagne lorsque la nuit est venue ; les généraux ont senti qu'on ne pouvait guère, de nuit, doubler avec avantage des précipices remplis de neige, ils ont décidé de passer la nuit au bivouac pour attaquer aujourd'hui de grand matin la montagne qui est entre Wawern et Hamm où l'ennemi s'est replié, et de suite Consarbruck, s'ils sont heureux et s'il y a moyen.
 Je ne puis que me plaindre des troupes qui composaient la troisième colonne qui n'ont pas été exactes au rendez-vous. Loin de mordre sur l'ennemi sur lequel ils pouvaient faire 400 prisonniers au dire même de huit déserteurs qui comme tout le corps dont ils faisaient partie, ne désiraient que de se rendre, partie s'est mise en déroute à rapproche de l'ennemi et s'est sauvée jusqu'à Sarrelouis, et on m'assure qu'elle murmure. La plus grande portion est du bataillon du Lot. J'ai ordonné au commandant de Saarrelouis de cantonner ce composé de crédules et de lâches à sa proximité jusqu'à ce que j'aie pris d'exacts renseignements pour sévir contre les auteurs et en faire des exemples.
Il paraît, d'après le nombre des tués et blessés que l'ennemi n'a pas eu le temps d'emporter et d'après le rapport de six déserteurs qui étaient de l'affaire, que l'ennemi a singulièrement perdu et surtout par le feu de notre artillerie. Notre perte se réduit à un grenadier de tué et deux blessés. Le brave capitaine des grenadiers du 49e régiment a été blessé au bras. 
L'armée n'a fait qu'un léger mouvement pour favoriser ce premier succès ; elle observe l'armée ennemie baraquée sur les hauteurs de Pellingen. Je ferai vers les midi ou demain matin une attaque sur Wiltingen et une autre sur Pellingen, pendant que le corps d'entre Sarre et Moselle débouchera au confluent.
Je désire, Citoyen Ministre, avoir de meilleures nouvelles à vous apprendre par mon premier courrier, mais j'en doute; l'armée ennemie s'augmente, et la mienne s'affaiblit par la désertion. A l'instant même, le bataillon des Sections de Paris [le 4e] me demande à partir, et il parait peu sensible à mes reproches. 
Vous verrez d'ailleurs par la copie du mémoire du régisseur général des subsistances de l'état de détresse où je me trouve.
Le générai en chef de l'armée de la Moselle, Beurnonville ».
Ses renseignements recueillis, Beurnonville adressa le nouveau rapport ci-après, qui dégage le 1er bataillon de Popincourt, dont les pertes furent causées par l'abandon des troupes qui avaient mission de combattre avec lui.
« Au quartier général, à Sarrelouis, le 26 décembre 1792, l'an Ier de la République. 
Le général Beurnonville au Ministre de la Guerre.
Par ma lettre du 15 décembre, Citoyen Ministre, je vous ai annoncé un compte, après avoir pris les renseignements les plus exacts sur la conduite des troupes qui composaient la troisième colonne dans l'expédition du 14 décembre, entre Sarre et Moselle. Maintenant que je suis parfaitement informé, je vous demande la punition des coupables. 
Il était question de déposter des montagnes de Biebelhausen et de Wawern un corps d'environ 4 000 Autrichiens qui y étaient retranchés. Les généraux Delaage et Pully devaient commander les deux premières colonnes de 3 000 hommes chaque et attaquer l'ennemi dans ses retranchements, et le général Humbert devait commander la troisième, de 2 000 hommes, pour observer et couper les secours que l'ennemi pouvait attendre de Grevenmacher.
Vous savez, Citoyen Ministre, les prodiges de valeur des deux premières colonnes. Je vous ai dit de quelle manière elles avaient mis l'ennemi en déroule et comment elles lui ont pris une pièce de 7 avec son caisson. Il me reste à vous dire ce qu'a fait la troisième, qui n'était proprement dite qu'une colonne d'observation.
Elle était composée des bataillons de Popincourt, de la Seine-Inférieure et du Lot, et le surplus du détachement de cavalerie légère. L'ordre des rassemblements et du rendez-vous dans la position la plus défensive était pour neuf heures précises du matin. Je dois dire à l'avantage des troupes qu'elles ont été exactes au rendez-vous, et j'observe, à la charge du général Humbert, qu'il n'y est arrivé qu'à midi passé, c'est-à-dire après la déroute. 
Le bataillon de Popincourt a pris dès son arrivée, son ordre de bataille et l'a conservé jusqu'au moment où ceux du Lot et de la Seine-Inférieure l'ont abandonné. Resté seul, il a cru devoir se replier, et le seul tort qu'on pu reprocher au commandant c'est de ne pas s'être replié, comme l'ont fait les détachements de cavalerie légère, sur les deux premières colonnes victorieuses ou enfin sur la ville de Sarrebourg, où il y avait forte garnison, et dont ce bataillon n'était éloigné que d'une lieue et demie.
Je dois dire, au désavantage, non pas des volontaires du Lot et de la Seine-Inférieure, mais a celui des commandants de ces bataillons, qu'à leur arrivée au rendez-vous ils n'ont observé aucun ordre de bataille, qu'ils ont dansé à cris assez bruyants au lieu d'observer le silence qu'exigeait leur mission, jusqu'au moment où un corps de 4 à 500 chevaux et environ 200 fantassins plutôt disposés à se rendre qu'à se battre et à se sauver eux-mêmes, les ont mis définitivement en déroute. 
Le bataillon de Popincourt a fait feu tant qu'il a pu. Mais après avoir éprouvé quelque perte et s'être abandonné, il s'est replié avec un peu moins de désordre que les autres.
Tel est, Citoyen Ministre, le compte exact qui m'a été rendu par un général aussi vrai que brave, par le général Delaage, dont l'intrépidité a été si utile au succès de nos armes et qui se trouvait commander le corps d'entre Sarre et Moselle, et victorieux quand la colonne, qui gardait ses derrières et sur laquelle il comptait, l'a entièrement abandonné.
Je n'ai pas vu depuis cette époque le général Humbert, qui a constamment voyagé depuis de village en village, et que l'on m'assure être en intelligence avec les coupables de Sierck. Il s'est borné a m'envoyer sa démission en me disant qu'il allait se rendre près de la Convention. Je viens de lui ordonner les arrêts provisoirement à Thionville, où j'apprends qu'il se rend.
On m'assure que, de concert avec lui ou à son instigation, il est parti pour Paris une députation de ces fuyards pour dire qu'on les a trahis, cri qu'ils ont fait entendre partout où ils ont passé; si cela était, Citoyen Ministre, alors j'aurais lieu d'accuser d'une lâche méchanceté le citoyen Humbert, de l'existence militaire duquel il est bon que je vous dise deux mots.
Le général Humbert est maréchal de camp depuis 1784 et sans activité; à l'époque où la guerre a commencé, il prit le commandement d'un bataillon de volontaires; mais le général Kellermann croyant le rendre plus utile à la chose publique, l'avait placé avec un petit corps de 700 à 800 hommes destinés à purger les brigands qui pourraient tenter quelqu'entreprises sur les propriétés de la République entre Sarre et Moselle. J'ai remplacé le général Kellermann et j'ai cru pouvoir continuer le général Humbert dans ce service. Partant pour l'expédition de Trèves, j'ai cru devoir doubler ce corps, afin qu'il put présenter sans cesse différentes télés de colonnes et faire la diversion à laquelle je devais m'attendre, ou porter l'armée entre Sarre et Moselle, si la diversion n'avait pas lieu, et si je pouvais réussir sur l'un des deux points d'attaque que j'avais projetés.
Au moment où j'arrivais à la Montagne Verte, c'est-à-dire à une lieue de Trèves, j'appris que les trois villes de Merzig, Freudenbourg et Sarrebourg et principalement le château de Sarrebourg, avaient été évacués. J'ordonnai au général Humbert de s'emparer sur-le-champ de Sarrebourg et l'avisai que je lui enverrais de nouvelles forces. Le général Humbert, au lieu de marcher, resta dans la même position en m'assurant qu'il y avait 2 400 hommes à Sarrebourg. Je lui ordonnai de marcher, qu'il serait toujours maître de sa retraite par les attaques vives et multipliées que j'allais faire. Il me répondit qu'il venait de faire une chute de cheval et me pria de le faire remplacer jusqu'à son rétablissement. Je fis partir sur-le-cbamp le général Pully avec ordre de prendre trois bataillons qui s'acheminaient pour l'armée et d'aller prendre le commandement du corps d'entre Sarre et Moselle. Je ne sais si c'est l'arrivée du général Pully qui a déterminé le général Humbert à marcher, mais il s'est porté à Sarrebourg le lendemain, qu'il a trouvé évacué. Le général Pully, extrêmement honnête, m'a demandé de servir sous les ordres du général Humbert; dans le même temps, les ennemis sont venus pour reprendre Sarrebourg, et je vous ai dit de quelle manière ce brave général les avait repoussés.
N'ayant pas réussi dans les diverses attaques que j'ai faites sur Pellingen et la Montagne Verte, quoique j'y aie constamment fait du tort aux ennemis, ou plutôt ayant prévu ne pas pouvoir doubler un de ces points sans un sacrifice d'hommes énorme et assuré, et que la sécurité de cette frontière, où je suis seul, ne me permettait pas de faire, j'ai dû porter une grande partie de l'armée entre Sarre et Moselle pour me rendre maître de ce territoire, et j'y ai envoyé alors les officiers généraux Delaage et Landremont, avec ordre au premier de commander le tout.
Dès le premier jour, les trois généraux ne furent pas extrêmement satisfaits des prétentions du général Humbert; observez, Citoyen Ministre, que cet officier général n'ayant point obtenu du Pouvoir exécutif des lettres d'activité, je n'ai jamais voulu le considérer que comme lieutenant-colonel, rang qu'il avait pris en entrant en campagne et qu'un commandement de cette nature devait d'autant plus le flatter que je lui avais promis, au premier succès, de solliciter près de vous des lettres d'activité comme maréchal de camp.
La conduite qu'a tenue cet officier en manquant de trois heures au rendez-vous de sa colonne, ses menées avec les fuyards, sa démission, ses propres plaintes à la Convention ne caractérisent sûrement pas un soldat républicain, à qui tout poste est bon quand il s'agit du salut de la République.
Je suis loin, moi, d'accuser ni lui ni autre de trahison, mais je l'accuse de prétentions fausses et ridicules, et qui, sans qu'il s'en doute, auraient pu être très funestes à nos deux colonnes victorieuses, si les troupes venant de Grevenmacher eussent été considérables et si elles les eussent coupées. 
Il n'en est heureusement résulté qu'une petite déroute qui ne fait de tort qu'à ceux qui ont fui. Je suis même loin de demander la moindre punition contre eux; la triple victoire consommée les 14, 15 et 18 par le corps qu'ils ont abandonné doit suffire pour les faire revenir de leur erreur. Seulement s'il existe quelque mandataire à Paris de ces trois bataillons, qu'ils n'y reparaissent plus et faites-les punir comme agitateurs.
Je demande, quant au général Humbert, dont les prétentions ou la nonchalance ne peuvent convenir à notre ordre de service, que vous ayez à lui écrire de se retirer chez lui et qu'il ne soit plus occupé d'aucune autre manière. 
S'il se permet quelques propos incendiaires, car il jouit de la réputation d'un vieillard méchant, alors je demanderais à la Convention qu'il soit renvoyé à 20 lieues des années, et provisoirement je le ferais arrêter; en attendant vos ordres, je lui ai ordonné les arrêts à Thionville.
A l'égard des commandants en chef des bataillons du Lot et de la Seine-Inférieure, je demande formellement leur destitution absolue, car s'ils avaient tenu leurs bataillons dans l'ordre de bataille qu'a conservé celui de Popincourt, il n'est pas douteux que 2 000 hommes qui gardaient un défilé à en empêcher 10 000 d'y passer, n'auraient pas été dans le cas d'être mis en déroute par une poignée d'éclaireurs. J'estime que ces deux commandants sont coupables, après le général Humbert, de ce désordre et de la perte qu'a faite le bataillon de Popincourt. 
Je demande vos ordres à ce sujet.
Le général d'armée de la Moselle, Beurnonville ».

#### Rapport et décret
Cette lettre fut communiquée à la Convention nationale dans sa séance du 2 janvier 1793 et renvoyée au Comité de la Guerre Le 12 janvier, le rapporteur, Sallengros, proposait au nom de ce Comité un projet de décret, qui l'ut adopté à l'unanimité sans discussion. On ajouta seulement l'article 3 à la demande d'un membre de la Convention. 
« Rapport concernant les bataillons du Lot, de la Seine-Inférieure et de Popincourt, présenté au nom du Comité de la Guerre.
Citoyens,
Une lettre du général Beurnonville du 26 décembre dernier, envoyée en copie à la Convention Nationale par le Ministre de la Guerre, la pétition des députés de trois bataillons des volontaires du Lot, de Popincourt et de la Seine-Inférieure lue à la barre, la copie d'une lettre du général Pully au lieutenant-colonel commandant le 1er bataillon du Lot, datée du 18 du même mois de décembre, sont les pièces principales, qui ont déterminé le Comité de la Guerre de vous faire ce rapport. 
Or il s'agit de la conduite des troupes qui composaient la 3e colonne, dans l'expédition du 14 décembre 1792 entre Sarre et Moselle, et maintenant, dit le général Beurnonville par sa lettre dont on vient de parler, que je suis parfaitement informé, je vous demande la punition des coupables.
Par cette même lettre, il parait, Citoyens Représentants, que les généraux Delaage et Pully devaient commander les deux premières colonnes de 3 000 hommes chaque et attaquer l'ennemi dans ses retranchements, et que le général Humbert devait commander la 3e, composée de 2 000 hommes, pour observer et couper les secours que l'ennemi pouvait attendre de Grevenmacher.
Les bataillons de Popincourt, de la Seine-Inférieure et du Lot devaient former la 3e colonne, avec le surplus des détachements de la cavalerie légère et quelques autres troupes; l'ordre du rassemblement, dans la position la plus défensive, était pour 9 heures précises du matin; le général Beurnonville convient à l'avantage des trois bataillons dont est question, qu'ils ont été exacts à l'heure du rendez-vous, et il observe à la charge du général Humbert qu'il n'y est arrivé qu'après midi. 
Il ajoute que le bataillon de Popincourt a pris dès son arrivée, son ordre de bataille, et qu'il l'a conservé jusqu'au moment où ceux du Lot et de la Seine-Inférieure l'on abandonné; il doit dire, continue-t-il, au désavantage, non pas des volontaires du Lot et de la Seine-Inférieure, mais à celui des commandants de ces bataillons, qu'à leur arrivée au rendez-vous ils n'ont observé aucun ordre de bataille.
Le général Beurnonville demande ensuite au Ministre de la Guerre que le général Humbert ne soit plus employé d'aucune manière, et, quant aux commandants en chef des bataillons du Lot et de la Seine-Inférieure, il demande formellement leur destitution absolue.
Voici comme il la commence : je viens d'apprendre seulement aujourd'hui, citoyen commandant, la manière distinguée dont le bataillon de Lot s'est conduit à l'attaque de Mertakerik; le surplus de cette lettre ne laisse entrevoir aucun tort de la part de ce bataillon, ni de celle des bataillons de Popincourt et de la Seine-Inférieure.
Or, le général Delaage avait donné l'ordre du rendez-vous, et, il faut en convenir, cet ordre contenait des dispositions impraticables, et c'est d'après les renseignements de ce même Delaage que le général Beurnonville écrivait au Ministre de la Guerre.
La pétition des trois bataillons de Lot, de Popincourt et de la Seine-Inférieure annonce différentes inculpations à la charge des généraux. Elle renferme également un détail très intéressant de la bonne conduite et de la contenance qu'ils ont tenues en face de l'ennemi, et, dans la supposition apparente et vraisemblable de la réalité de ces faits, il est constant que Beurnonville a pour le moins été induit en erreur dans la rédaction de son rapport. Or il intéresse de découvrir la vérité, il intéresse que la justice frappe les coupables indistinctement, parmi les généraux, comme parmi les volontaires, leurs officiers ou commandants. 
Ce qui est vrai, il n'existe ni inculpation ni accusation collective contre aucun des trois bataillons ci-dessus; or, le service de la République commande impérieusement de lever jusqu'au moindre soupçon dont on a pu les couvrir; il est donc aussi juste que nécessaire de les réintégrer entièrement dans cette réputation, qui alimente si efficacement la bravoure de nos frères d'armes.
En conséquence, Citoyens Législateurs, le Comité de la Guerre m'a autorisé à vous proposer le décret suivant :
Décret portant qu'il n'y a pas lieu à inculpation contre les bataillons de Popincourt, du Lot et de la Seine-Inférieure.
La Convention nationale décrète ce qui suit : 
Article 1er — Il n'y a lieu à aucune inculpation contre les bataillons de Popincourt, du Lot et de la Seine-Inférieure, relativement à l'expédition du 14 décembre dernier entre Sarre et Moselle; elle déclare en conséquence qu'ils conservent leurs rangs dans les armées de la République et qu'ils doivent continuer leurs services.
Article II — La Convention nationale renvoie à ses commissaires dans l'armée que le général Beurnonville commande les différentes pièces rappelées dans le rapport de son Comité de la Guerre, pour, sur les renseignements qu'ils rendront concernant l'expédition du 14 décembre, déterminer avec assurance et justice le jugement de la Convention pour ou contre les officiers supérieurs inculpés de part et d'autre.
Article III — Le présent décret sera imprimé et envoyé aux quatre-vingt-quatre départements et aux armées ».
La retraite de l'armée de la Moselle commença le 17 décembre.

### 1793
Le 6 janvier 1793, le 1er bataillon de Popincourt occupait Vitry-sur-Orne, près de Thionville et y demeura tout le mois
Le 6 mars, on le trouve à Briey. Dans le courant d'avril, le bataillon fut complété au moyen de recrues de la levée des 300 000 hommes des districts de Sarrebourg (Meurthe) et de Rozay-en-Brie (Seine-et-Marne) et au mois de juin, il reçut des recrues du district de Limoges (Haute-Vienne).
Le Comité de Salut public ayant décidé que l'armée de la Moselle fournirait un contingent à l'armée du Nord, les Représentants du Peuple réunis à Bitche arrêtèrent, le 9 août, qu'il serait prélevé 1 000 hommes sur la garnison de Longwy, 2 000 sur celle de Metz et 1 000 sur les troupes de Thionville, et que la réunion aurait lieu, le 18 août, à Fontoy pour marcher en corps d'armée sur Mézières, où le général Houchard adresserait des instructions pour la destination ultérieure à donner à ces 4 000 hommes.

Le bataillon de Popincourt fit partie du corps de troupes qui suivit cette destination. Au 16 août son dépôt était à Metz et composé de 2 officiers et 84 hommes.
Il prit part ainsi à la malheureuse affaire du 12 septembre 1793 à Haspres, sous Cambrai où de grand matin, l'artillerie autrichienne positionnée à Iwuy bombarde les troupes françaises, puis, la cavalerie autrichienne partie des hauteurs d'Haspres et d'Avesnes se précipite sur les Français et les taille en pièces. Les fuyards durent se diriger vers Bouchain et, à la faveur de la nuit, se glissèrent dans les fossés de la Sensée pour rejoindre Cambrai. Dans cet engagement 18 des officiers du bataillon, furent tués ou faits prisonniers de guerre.
En octobre il participe à l'enlèvement de vive force de Furnes et à la prise de Nieuport.

#### Attaque de Furnes et siège de Nieuport
Rapport historique de la dernière attaque de Furnes et du siège de Nieuport et détails particuliers des mouvements de la colonne commandée par le général de brigade Gougelot, fait par le citoyen F. Durutte, adjudant général, par ordre du général de division Souham, à Hondschoote, le 16 frimaire, l'an II de la République française, une et indivisible (6 décembre 1793).
Bataille de Furnes
« Le 30 vendémiaire (21 octobre 1793), le général Davaine manda au général Gougelot, commandant le cantonnement d'Hondschoote, que la garnison et les troupes campées près de Dunkerque attaqueraient Furnes le lendemain matin ; il lui ordonna en même temps d'attaquer cette ville de son côté avec 4 000 hommes pris parmi les troupes qu'il commandait.
 A la pointe du jour (1er brumaire-22 octobre), le général Gougelot rassembla 8 bataillons à Wevelgem, savoir :
1er bataillon du 22e régiment d'infanterie
1er bataillon de Popincourt
4e bataillon de volontaires de Seine-et-Oise
 1er bataillon de volontaires du Pas-de-Calais
4e bataillon de volontaires des Fédérés Nationaux
10e bataillon de volontaires du Pas-de-Calais
2e bataillon du 5e régiment d'infanterie
2e bataillon de volontaires d'Indre-et-Loire
Suivant les instructions du général Davaine, le général Gougelot ne devait marcher que sur une colonne en prenant le chemin près du canal de Bergues à Furnes. Cette instruction persuada le général Gougelot et les officiers de son état-major qu'on ignorait qu'il existait une grande route pavée de Furnes à Ypres.
Nous étions alors maîtres de cette route jusqu'à la petite rivière de la Gronne. Le citoyen Gougelot se décida donc à marcher sur deux colonnes; il ordonna au citoyen Langlas, chef de brigade, de conduire les 1er bataillon du 22e régiment d'infanterie, 4e bataillon de volontaires de Seine-et-Oise et celui de Popincourt, par la chaussée de Furnes à Ypres, en rétablissant les ponts rompus qui se trouvaient sur la Gronne et le canal qui traverse cette route. Le général Gougelot, après avoir passé la Gronne par le chemin près du canal, attaqua avec les cinq bataillons qui lui restaient le village de Husiam.
L'ennemi évacua ce poste dès qu'il fut attaqué, mais nous fûmes obligés de rester trois quarts d'heure pour rétablir le pont qui se trouve au milieu de ce village.
Aussitôt le pont rétabli, de crainte que des tirailleurs ne ralentissent notre marche et donnassent le temps à l'ennemi de rompre le pont qui se trouve à l'entrée de Furnes, le général Gougelot fit battre la charge ; les trois bataillons commandés par le citoyen Langlas, ayant alors aussi rétabli leurs derniers ponts et se trouvant sur une route facile, accélérèrent tellement leur marche qu'ils arrivèrent à portée du canon de la place avec les cinq bataillons que conduisait le général Gougelot. L'intrépide Merlin, aide de camp du général Gigaux, qui avait voulu venir avec nous, était à la tête des grenadiers du 1er bataillon du 22e régiment d'infanterie et était décidé à attaquer le pont de Furnes à la baïonnette. Il conduisit, malgré le feu très vif de l'ennemi, la tète de cette colonne jusqu'au pont, sans s'arrêter; mais, malgré toute notre célérité, l'ennemi nous avait prévenus : le pont était coupé.
La position de ces trois bataillons devint un instant embarrassante, car ils se trouvaient à grande portée de pistolet de la place ; le citoyen Langlas se rangea aussitôt en bataille à droite de la route, au long du fossé de la ville, et en couvrant la troupe derrière des maisons qui se trouvaient près de ce canal ; le général Gougelot fit placer les autres cinq bataillons en seconde ligne à la portée de canon ; la position des trois bataillons inquiétait singulièrement l'ennemi : aussi il dirigea toute son attention de ce côté, mais il ne put jamais les forcer à se replier.
Le général Vandamme attaquait par la route, près du canal de Dunkerque, cette place, avec deux pièces de canon de calibre de 12 et un obusier; ses tirailleurs allaient inquiéter les canonniers ennemis jusque près des fossés de la ville.
 Nous restâmes près de trois heures dans cette position. Des tirailleurs de notre colonne pénétrèrent alors dans la place et s'aperçurent que l'ennemi évacuait. Un grenadier du 1er bataillon du 22e régiment d'infanterie courut au pont tournant sur la route de Dunkerque, lequel heureusement n'était point coupé ; il le tourna, et, immédiatement après, la colonne commandée par le général Vandamme, à la tête de laquelle était le général Hoche, entra dans Fumes et marcha de suite sur les traces de l'ennemi. L'attaque de Furnes coûta à la colonne du général Gougelot une trentaine d'hommes. On eut une pièce de quatre démontée, et un caisson sauta.
En entrant dans Furnes, le général Vandamme me dit de transmettre l'ordre au général Gougelot de passer par Steinkerque pour aller, par Vulpen, couper la retraite de l'ennemi. Il ignorait probablement que, pour exécuter cet ordre, il fallait rétablir deux ponts, l'un sur le canal de Loo, et l'autre sur le canal près du Vatergand. Le général Gougelot voulut cependant exécuter l'ordre, mais l'ingénieur Guignard prouva qu'il y avait autant de difficulté à rétablir le pont près de Steinkerque qu'il y avait de facilité à rétablir celui de la ville, et même il jugea que, si nous ne prenions ce parti, nous perdrions plus de trois heures de temps et que l'ennemi serait tranquillement à Nieuport avant que ce pont fût rétabli. On travailla donc avec célérité à rétablir le pont près de la ville. Cependant, nous ne pûmes le traverser qu'à deux heures de l'après-midi.
En passant sur la place de cette ville, le général Vandamme ordonna au général Gougelot d'aller bivouaquer près de Vulpen en observation, faisant face à Dixmude ».

Siège de Nieuport
« Étant allé en avant pour reconnaître le terrain que nous devions occuper, je trouvai le général Hoche occupé à canonner Nieuport. Il avait, disait-il, reçu l'ordre d'attaquer et de prendre de suite cette place, mais le jour commençant à baisser et l'ennemi répondant à sa canonnade avec du gros calibre, il ne put bientôt s'occuper que de former une batterie sur la roule près du canal de Nieuport et d'ordonner des communications dans son camp. Il est nécessaire de remarquer que les plaines des environs de Nieuport sont coupées par une multitude de fossés remplis d'eau. Aussitôt que la colonne que commandait le général Gougelot arriva à la hauteur de Vulpen, elle prit la position qui lui avait été indiquée.
Le général Vandamme, occupé probablement à Furnes, y passa la nuit, de sorte que la direction du siège de Nieuport était, pour ce moment, confiée particulièrement au général Hoche.
A minuit, ce général fit passer au général Gougelot l'ordre de se mettre en marche avec sa troupe, de grand matin, pour aller prendre une position près de la Grande-Remise prenant par Rams-Capelle, en lui indiquant de se placer de manière à pouvoir couvrir le siège et empêcher le passage des troupes qui étaient à Dixmude, en cas qu'elles voulussent porter secours à Nieuport. Cet ordre ne fut pas exécuté avec autant d'exactitude qu'on l'aurait désiré. Plusieurs petits événements en furent cause ; le général Hoche avait demandé un officier de l'état-major du général Gougelot pour conférer avec lui sur celle marche ; on m'y envoya comme adjudant général : l'ingénieur Guignard m'y accompagna; nous nous perdîmes ensemble au milieu de la nuit, et le brouillard fut si épais à la pointe du jour que nous ne pûmes parvenir à regagner le camp qu'à sept heures du matin. Cependant, le général Vandamme, étant arrivé, fit de bonne heure sommer la ville; immédiatement après, les batteries qu'avaient élevées le général Hoche commencèrent à donner.
Le général Gougelot ne jugea pas à propos de se mettre en marche avant que le pont qui se trouve en avant de Rams-Capelle sur le petit canal d'Énouden, fût établi. Cette colonne, en attendant au bord de cette rivière le rétablissement de ce pont, eût été inutilement exposée au feu de l'ennemi. 
Aussitôt que ce pont fut rétabli nous nous sommes mis en marche. La colonne n'avait point encore entièrement passé le pont que le général Gougelot reçut verbalement l'ordre d'attaquer, avec ses huit bataillons, Nieuport, de son côté ; le mieux, disait-on, qu'il le pourrait. On savait cependant qu'il n'avait que des pièces de campagne.
Tandis que le général Gougelot était à considérer un petit corps de cavalerie ennemie du côté de la Grande-Remise au bord du canal de Guenne-Watergand, je m'occupai à placer les huit bataillons autour de Nieuport du côté de Tête-Saint-Georges. À peine avais-je placé trois bataillons que je m'aperçus que les fossés qui m'entouraient s'emplissaient d'eau. On me prévint qu'on avait lâché les écluses. J'en fis avertir le général Vandamme et je demandai des ordres; j'envoyai chercher le général Gougelot, et l'ordonnance ne put le trouver. Je m'apercevais, cependant, que le courant de l'inondation était extrême. Je courus reconnaître le chemin du côté de Rams-Capelle, et alors, je vis que, si nous tardions à nous retirer, nous courrions risque de ne pouvoir sauver aucune de nos pièces. Quoique j'eusse envoyé deux fois auprès du général Vandamme pour avoir des ordres, ainsi qu'auprès du général Gougelot, je ne recevais aucune réponse. Il me paraissait, cependant, qu'il n'y avait aucun moment à perdre; aussi je priai le citoyen Varé, commandant du 4e bataillon de volontaires de Seine-et-Oise, de me communiquer son opinion. Il pensa, ainsi que moi, que nous devions sur-le-champ nous retirer et repasser le canal d'Enouden.
Aussitôt ce mouvement et après avoir pris tous les moyens possibles pour accélérer la marche de la retraite de l'artillerie des bataillons, à peine la colonne avait-elle passé Rams-Capelle que les chemins furent inondés. On fut obligé d'abandonner un caisson du 22e régiment qui était tombé dans un fossé par la maladresse du charretier.
Les tirailleurs de notre colonne, qui ne s'aperçurent point assez tôt de notre mouvement, furent obligés de passer dans l'eau pour nous rejoindre ; plusieurs ont manqué d'être noyés. En même temps, l'inondation gagnait les batteries du général Hoche. Il fut obligé de retirer ses pièces.
Quelque temps après avoir repassé le ruisseau d'Enouden, on m'ordonna de placer notre colonne en seconde ligne, derrière celle du général Hoche.
Le 3 brumaire (24 octobre), à une heure du matin, le général Gougelot reçut l'ordre de se mettre en marche de suite pour se rendre près d'Oost-Dunkerque, en traversant le canal de Furnes à Nieuport, à la hauteur de Vulpen. Je suis allé pour prendre des renseignements sur cet ordre chez le général Hoche ; je ne le trouvai pas ; un des officiers de son état-major me dit que le général Hoche avait reçu l'ordre d'attaquer de nouveau Nieuport, dans la même position que la veille : que, quoique le général Hoche trouvât la chose impraticable, il était allé faire établir des batteries près du canal, suivant l'ordre qu'il avait reçu; mais, quoique décidé d'obéir, il allait protester contre cet ordre ; qu'il pensait que nous devions nous retirer à Furnes et fortifier.
En passant près de Vulpen avec la colonne, le général Vandamme, qui se trouvait au pont, donna au général Gougelot les renseignements sur la position qu'il devait occuper; il lui dit de placer sa droite au canal et d'étendre gauche jusqu'aux dunes, laissant Oost-Dunkerque derrière lui, en lui recommandant particulièrement de bien garder la digue qui se trouve en avant et qui empêchait l'inondation de gagner de ce côté. Il me dit en particulier de reconnaître moi-même la place de grand matin. Cet ordre avait étécuté ; l'ingénieur Guignard avait passé la nuit à reconnaître les fortifications de la place entre le canal et les dunes ; mais, à la pointe du jour, le général Vandamme écrivit au général Gougelot qu'il était décidé à la retraite et lui ordonna de marcher sur Coquexide, en lui recommandant de choisir une position dans les environs de ce village et d'attendre de nouveaux ordres. Il lui annonçait cependant qu'en cas de persévérance dans le projet de retraite, il continuerait sa marche par Œdinkerque. Nous arrivâmes de très bonne heure à Coquexide.
Le général Gougelot, en envoyant le reçu de cet ordre au général Vandamme, lui marqua que l'ingénieur Guignard, après avoir parcouru les environs de la ville depuis les dunes jusqu'au canal, pensait qu'il était plus facile d'attaquer Nieuport à gauche du canal que par la droite, ainsi qu'on l'avait fait la veille. Sur les 1 heure de l'après-midi, nous reçûmes un nouvel ordre qui prescrivait au général Gougelot de renvoyer le 1er bataillon du 22e régiment d'infanterie et les chasseurs du Mont-Cassel, qui nous avaient suivis, à Oost-Dunkerque où ils trouveraient la colonne du général Hoche, de qui à l'avenir ils recevraient des ordres, et de se mettre en marche avec les autres bataillons pour se rendre près de Vulpen, passant par le canal près de Furnes pour ne pas rencontrer la colonne du général Hoche, qui traversait à la hauteur de Vulpen. Nous arrivâmes à Vulpen à la fin du jour. Et dans la même soirée vint un nouvel ordre qui proscrivait au général Gougelot de faire passer au général Hoche le bataillon de Popincourt et le 4e bataillon de volontaires de Seine-et-Oise ; d'envoyer le 1er bataillon de volontaires du Pas-de-Calais, le 4e bataillon des Fédérés Nationaux et le 10e bataillon de volontaires du Pas-de-Calais, sur la route de Furnes à Nieuport, au bord du canal, pour y soutenir des pièces de position qu'on y avait laissées et de se mettre lui-même en marche pour se rendre à la pointe du jour, le lendemain, à Avesnes-Capelle, où il devait trouver le 1er bataillon de volontaires d'Indre-et-Loire, le 6e bataillon des Fédérés Nationaux, le 3e bataillon de volontaires du Lot, le 5e bataillon de volontaires de Rhône-et-Loire et le 2e bataillon de volontaires de la Corrèze. Ces bataillons avaient été envoyés par le général général Gigaux à Furnes, par ordre du général Davaine.
Le général Gougelot arriva de bonne heure, le 4 brumaire (25 octobre), à Avesnes-Capelle, quoiqu'il eût été obligé de rétablir un pont pour y arriver ; il se mit aussitôt en route avec la troupe qui lui avait été annoncée et qui l'attendait.
 Le général Vandamme lui avait ordonné de marcher en colonne d'attaque jusqu'à Scorback et, de là, de passer l'Yperlée pour se rendre à Schoor, où il devait se fortifier et rester en observation.
Avant d'arriver à Scorback (Schoorbakke) désigné sur la carte « ancien bureau de France »), nous fûmes obligés de rétablir cinq ponts ; si la nouvelle route de Furnes à Scorback n'eût été pavée, il aurait été impossible de pénétrer dans le pays ; une partie des prairies étaient inondées, les fossés environnant les chemins étaient pleins d'eau et à peu près au niveau du pavé ; il était de toute impossibilité de quitter un instant la route ; on n'y trouvait aucun emplacement où l'on pût seulement déployer deux bataillons.
Arrivé à Scorback au bord de l'Yperlée, nous trouvâmes le pont brûlé et la rivière tellement gonflée par les inondations qu'elle paraissait être plutôt un fleuve qu'une rivière ordinaire ; nous fûmes obligés de bivouaquer près de Scorback, faisant face à Dixmude ; l'ingénieur Guignard s'occupait fortement à construire le pont de Scorback, mais les moyens lui manquaient. La terreur nous avait précédés dans ce pays; tout était disparu; on ne trouvait pas un seul ouvrier qui pût nous être utile ; nous restâmes dans celle position jusqu'au 8 brumaire (29 octobre).
Le général Vandamme, en voulant que nous passions l'Yperlée, espérait que cette marche vraiment hardie aurait décidé la garnison de Nieuport, sinon à évacuer, au moins à capituler. Bien d'autres officiers ne voyaient point ainsi que lui.
Il est bien difficile de forcer une place à se rendre, quelque faible qu'elle soit, lorsqu'elle n'est pas cernée et qu'elle peut recevoir des secours et des vivres à chaque instant. On sait que les sièges les plus difficiles sont les ports, lorsque les assiégeants ne sont pas maîtres de la mer.
Si nous avions passé l'Yperlée, il n'y a point de doute qu'ayant cinq ponts derrière nous et une rivière très large, nous n'étions point capables de subir le moindre échec sans qu'il en résultat les plus grands malheurs pour les sept bataillons que commandait le général Gougelot. Pendant que nous restions à Scorback à nous occuper de rétablir ce pont et à nous fortifier, le siège continuait : mais le feu ne me parut jamais vif de la part des assiégeants, soit que les munitions aient manqué ou quelque autre cause, que je n'ai, à cause de mon éloignement, pu connaître et qui ont pu entraver nos opérations. 
Je me suis souvent informé si l'on avait eu soin d'élever des batteries pour tirer à boulets rouges sur la mer et éloigner ainsi les vaisseaux. J'ai appris qu'on avait négligé cette mesure qui me parut cependant indispensable, et que, au contraire, les troupes avaient beaucoup souffert du feu des frégates.
Dans la nuit du 8 au 9 (29 au 30 octobre), sur les minuit, le général Gougelot reçut ordre de se mettre en marche pour se rendre à Furnes où il recevrait de nouveaux ordres. Ce général fit de suite ses dispositions ; mais pour ne point marcher en désordre et éviter une multitude d'accidents qui arrivent souvent dans les marches de nuit, surtout dans un pays inondé, on ne se mit en marche qu'à la pointe du jour, après avoir fait marcher devant lui tous ses équipages. 
En passant à Furnes, le général Vandamme me dit de cantonner les troupes du général Gougelot dans les anciens cantonnements d'Hondschoote. Je m'aperçus alors que les troupes qui avaient été occupées au siège de Nieuport s'étaient retirées partiellement de devant cette place, ce qui, selon moi, a dû causer une partie du désordre qu'on a remarqué à la levée de ce siège. 
On voit parce rapport qu'il est une multitude de choses des plus intéressantes dont je n'ai pu avoir une connaissance exacte, étant éloigné du siège avec l'armée d'observation.
 F. Durutte »
La campagne ayant pris fin, on trouve le 1er bataillon de Popincourt cantonné à La Chapelle Saint-Eloy au 6 novembre, à Schenkenschentz au 19 du même mois, et à Steenwerck le 28 décembre; il y passa le reste de l'hiver.

## 1794
Les opérations actives reprirent leur cours au mois d'avril.
Le bataillon combattit à Tourcoing le 18 mai 1794, à Tournai le 22 mai, 
et, le 4 juillet, placé sous les ordres du général Osten, il quitta Tournai qu'il occupait, pour venir coopérer à la reprise de Valenciennes sur les Coalisés. Il cantonna d'abord à Helesmes, et pendant le siège, qui dura du 18 au 21 août, il occupa Raismes.
Après la reprise des places de Landrecies, Le Quesnoy, Valenciennes et Condé, les troupes qui y avaient coopéré rejoignirent le gros de 
l'armée et participèrent aux opérations en Hollande. Le 1er bataillon de Popincourt se trouva ainsi à la prise de Venloo (26 octobre 1794), au siège de Nimègue (27 octobre -8 novembre), de Bois-le-Duc, de Grave, qui capitula le 27 décembre.

## 1795
Le 14 janvier 1795 le bataillon est au blocus de Gorcum, qui se rendit le 21 janvier 1795.
La campagne se trouva terminée par l'entrée du général en chef à Amsterdam. Le bataillon de Popincourt prit donc ses cantonnements, et le 21 mars 1795, à Schoonhoven, en Hollande, il était réuni par les soins du général Osten, avec 
- le 2e bataillon du 98e régiment d'infanterie (ci-devant Bouillon)
- le 4e bataillon des Fédérés Nationaux

pour constituer la 176e demi-brigade de première formation, employée à la 6e division de l'armée du Nord.
Le dépôt du bataillon, placé d'abord à Briey, fut transféré à Metz en avril 1793. Il passa à Sézanne, le 9 janvier 1794, à Épernay, le 29 avril de la même année, à Mouroux, près Coulommiers, le 1er juillet suivant. En 1795, il était à Lille.

## Personnalités ayant servi au1erbataillonde volontaires Popincourt

### Joseph Deckeur
Originaire, de Montdidier dans le département de la Somme Joseph Deckeur est né vers 1747.
En 1767 il est soldat au régiment de Lorraine, puis en raison de ses états de services il passe en 1775 aux Gardes françaises.
Licencié le 31 août 1789 par ordonnance royale, comme l'ensemble du régiment après la participation du régiment à la journée du 14 juillet 1789, il passe, comme l'ensemble du régiment, dans la Garde parisienne soldée en tant que sergent-major dans le bataillon de Popincourt.

Élu par acclamation capitaine d'une compagnie de volontaires de la section de Popincourt, le 5 septembre 1792 son élection est annulée le lendemain :
« Le six septembre mil sept cent quatre-vingt-douze, l'an quatrième de la Liberté, le premier de l'Égalité, une compagnie des volontaires du bataillon de Popincourt enrôlés pour les frontières s'est assemblée au nombre de quatre-vingt-sept présents dans une des cours de l'ancienne caserne de Popincourt de la troupe du centre, M. Cosange, commissaire nommé le jour d'hier ayant (été) nommé pour présider aux réclamations que des volontaires avaient à faire sur la nomination du capitaine faite dans la journée d'hier. Plusieurs volontaires ont représenté que M. Deckeur avait été nommé hier capitaine de ladite compagnie sans avoir au préalable fait sa soumission de partir pour les frontières. La compagnie a demandé à vérifier les faits et à entendre M. Mouroy, commissaire nommé à l'enregistrement des volontaires, et à entendre M. Deckeur pour la justification. M. le commissaire a invité M. Mouroy à venir au milieu de la compagnie. M. Mouroy, arrivé, a déclaré que M. Deckeur ne s'était présenté à l'enregistrement le jour d'hier, qu'à neuf heures du soir, quoiqu'il ait été nommé capitaine à six heures du soir le même jour. M. Deckeur étant convenu des faits, la compagnie des volontaires a arrêté qu'elle procéderait à une autre nomination de capitaine. Des réclamations se sont faites sur ce qu'il fallait que les officiers nommés montent par roulement. La compagnie a décidé que le roulement n'aurait pas lieu quant à présent, attendu que les officiers n'étaient pas encore en exercice. M. le commissaire a consulté la compagnie sur le choix d'un capitaine. On a proposé MM. Lecoq et Dagerno; les deux candidats proposés mis aux voix, M. Lecoq a réuni 45 voix; M. Dagerno, 42; en conséquence M. le commissaire a proclamé M. Jean-Nicolas Lecoq pour capitaine de ladite compagnie. M. Lecoq a accepté le grade, a fait ses remerciements à ses camarades, qui ont juré de lui obéir en tout ce qu'il leur commanderait pour le service de la Nation et de la Patrie ».
Le 16 juin 1793 il est commissaire des guerres, employé à l'armée des Ardennes.

Le 21 juin 1794 il est suspendu de ses fonctions, par les Représentants Gillet et Guyton.
 
En 1797 il était commandant de la garde nationale du canton d'Albestroff dans le département de la Meurthe.

### Jean Nicolas Lecoq
Originaire, de Vermenton dans le département de l'Yonne Jean Nicolas Lecoq est né le 1er février 1767.
Ancien soldat au régiment de Boulonnais, il rejoint la Garde parisienne soldée dans le bataillon de Popincourt de 1784-1791.

Le 5 septembre 1792 il est nommé par acclamation lieutenant au 1er bataillon de Popincourt. Après l'annulation de cette élection, il est élu avec 45 voix capitaine du bataillon le 20 septembre suivant.
En lors de la première réorganisation, il passe à la 176e demi-brigade de première formation, puis lors du deuxième amalgame à la 20e demi-brigade de deuxième formation.
En 1814, il est placé dans les Vétérans, et mis à la retraite en 1815.